# Englands regioner
Englands regioner (engelska: Regions) är den högsta indelningen i den brittiska riksdelen England. Regionerna skapades 1994, och kom att avskaffas som administrativa regioner år 2011. De används emellertid fortfarande för statistik (av bland annat Eurostat). Invånarantalet i regionerna varierar mellan omkring 2,5 till 9,5 miljoner invånare.